# Rittman
Rittman is een plaats (city) in de Amerikaanse staat Ohio, en valt bestuurlijk gezien onder Medina County en Wayne County.

## Demografie
Bij de volkstelling in 2000 werd het aantal inwoners vastgesteld op 6314.
In 2006 is het aantal inwoners door het United States Census Bureau geschat op 6301, een daling van 13 (-0.2%).

## Geografie
Volgens het United States Census Bureau beslaat de plaats een oppervlakte van
16,1 km², waarvan 15,6 km² land en 0,5 km² water. Rittman ligt op ongeveer 295 m boven zeeniveau.

## Plaatsen in de nabije omgeving
De onderstaande figuur toont nabijgelegen plaatsen in een straal van 12 km rond Rittman.